# 키에리역
키에리역(Stazione di Chieri)은 이탈리아 북서부 피에몬테주의 키에리 타운과 코무네를 운행한다. 키에리와 트로파렐로 및 몬칼리에리를 연결하는 트로파렐로-키에리 철도의 종점이다. 이 역은 사람이 거주하는 키에리의 중심과 이웃한 피노 토리네의 중심을 연결한다.

## 개요
1853년 피에몬테 주도와의 연결이 필요한 키에리 시민들의 요청에 따라 키에리에서 트루파렐로(트로파렐로의 고대 이름)까지 철도 회사가 설립되었다. 많은 제안 끝에 1874년 11월 10일 철도의 짧은 구간이 개통되었다. 당시 이 철도는 증기 견인 차량으로 매일 4/5 주행을 시작했다. 1921년 토리노-제노바 선로와 동시에 3.6kV 16⅔ Hz에서 3상 교류로 통전되었다. 셔틀 서비스를 위해 FS E.550 기관차도 장착되었다. 1961년에 전원 공급 장치가 3kV에서 직류로 변환되었고, 그곳에서 FS 기관차 E.400 이 서비스되었다. FS 기관차 E.626에는 셔틀 서비스용 인터콤이 장착되어 있었다.

## 운행편
역은 토리노 광역시 철도 서비스의 SFM1 리바롤로-키에리선에 있는 기차의 종점이다. 과거에는 교차로와 연결된 주변 지역의 일부 산업을 위한 화물 야적장으로 사용되기도 했다.
| 토리노 SFM                    | 토리노 SFM | 토리노 SFM |
| ----------------------------- | ---------- | ---------- |
| 트로파렐로 폰트 카나베세 방면 | SFM1       | 시·종착역  |

역에서 몇 걸음 떨어진 곳에 키에리 도시 네트워크, 순환 1 및 순환 2, 키에리와 피노 토리네세와 레아글리에를 연결하는 30호선 정류장이 있다.

## 편의시설
역 내에는 다음과 같은 편의시설이 있다.
- 자동 매표소
- 대기실
- 화장실
- 술집
- 레스토랑